# Pungarabato
Pungarabato è un comune del Messico, situato nello stato di Guerrero. La popolazione di 36.000 persone.